# Caiçara do Norte
Caiçara do Norte är en kommun i Brasilien.   Den ligger i delstaten Rio Grande do Norte, i den östra delen av landet, 1 800 km nordost om huvudstaden Brasília. Antalet invånare är 6 016. Arean är 189 kvadratkilometer.
Terrängen i Caiçara do Norte är platt.
Omgivningarna runt Caiçara do Norte är huvudsakligen savann. Runt Caiçara do Norte är det glesbefolkat, med 14 invånare per kvadratkilometer.